# Valse viennoise
Pour les autres formes de valse, voir Valse.

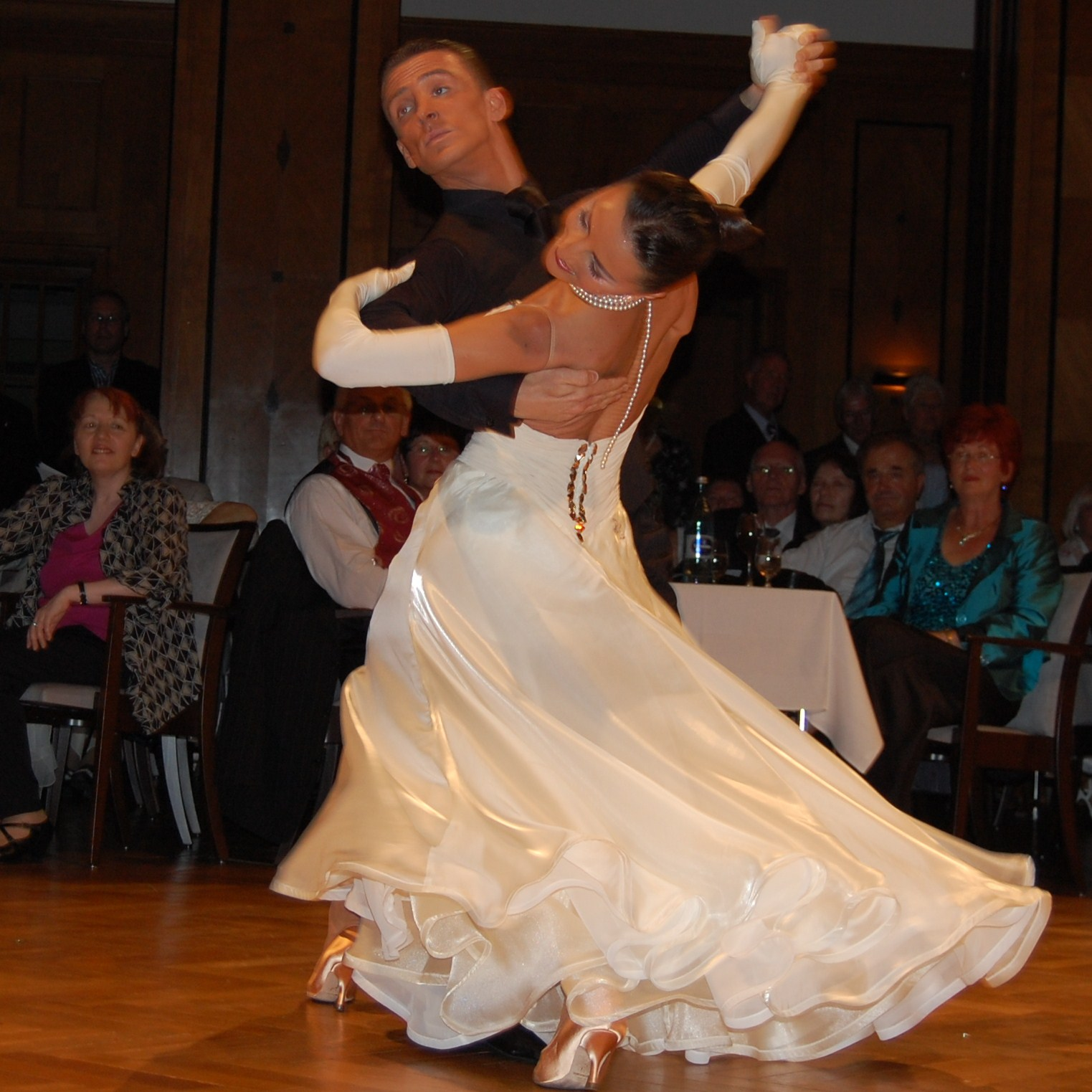
Couple dansant une valse en compétition: B. Ferruggia et C. Köhler

La valse viennoise est une danse de salon progressive caractérisée par de longs mouvements fluides, rapides et tournoyants des danseurs sur la piste de danse. Elle se distingue de la valse française et de la valse anglaise par ses grands déplacements sur la piste de danse et son tempo rapide. Comme les autres valses, la musique qui l'accompagne est en 
. Cette valse se danse encore aujourd'hui socialement ou compétitivement, notamment comme l'une des cinq danses standard de la danse sportive (DanceSport).

## Historique

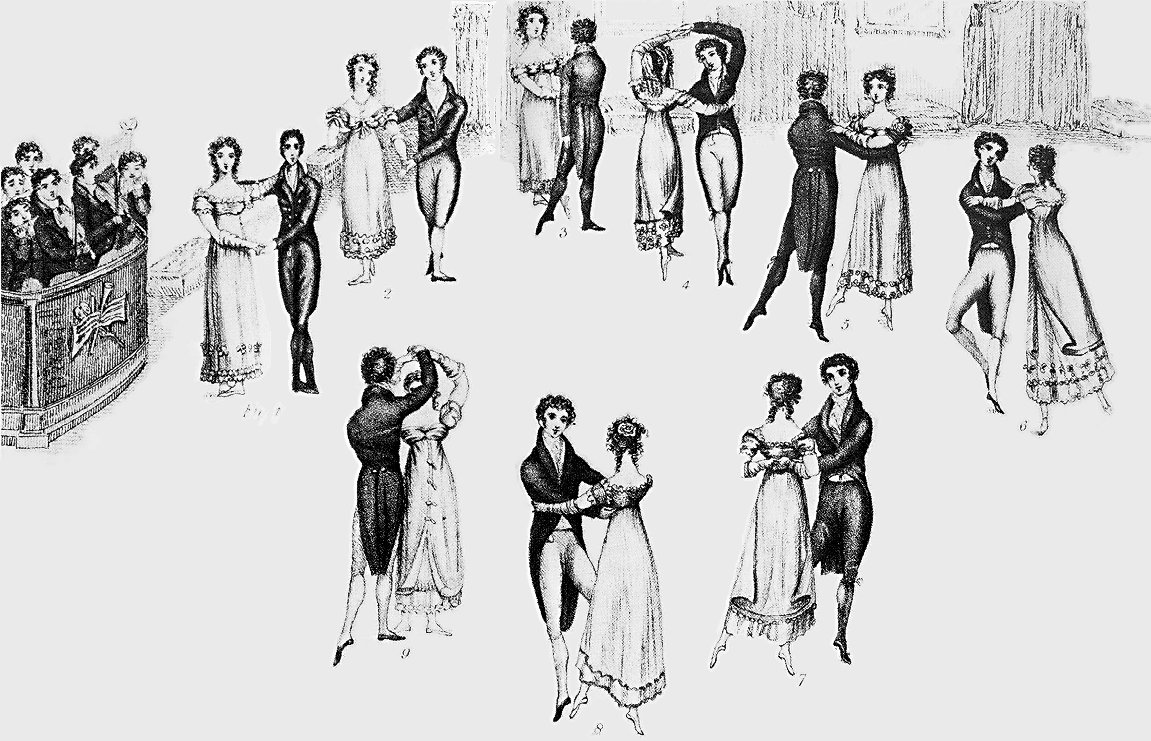
Détail du frontispice du Correct Method of German and French Waltzing de Thomas Wilson (1816), représentant neuf positions de la valse régence,.

La valse viennoise à son origine dans l'allemande, qui fut décrite pour la première fois vers 1770. Cependant, la valse viennoise n'a pas toujours eu une popularité universelle. Pendant de nombreuses années, cette valse était considérée trop immodeste pour être dansée par des femmes non mariées. La dissémination de cette danse a été ralentie par sa vitesse rapide et par le fait qu'elle rendait visible les jambes des danseuses. Le congrès de Vienne en 1814, causa le remplacement du menuet français, populaire à l'époque, par la valse viennoise. Les fameuses composition de Johann Strauss père, Johann Strauss fils et Tchaïkovski élevèrent grandement le respect apporté au genre musical de la valse et à la danse qui l'accompagne.
Après la première guerre mondiale, cette danse perdit une grande partie de sa popularité, y compris à Vienne. La valse viennoise fut ravivée dans les années 1930 lorsque les nazis interdirent les danses "non-allemandes".

## Composition du couple de danse
À l'origine, le couple de danseurs se composait d'un homme et d'une femme. L'homme guidait la danse et la femme suivait son partenaire. Cette structure est encore aujourd'hui la plus commune, mais un nombre croissant de couples unisexes ou de rôle opposé émerge de nos jours, aussi bien dans les événements sociaux ou en compétition,. La Fédération Mondiale de Danse Sportive (WDSF) interdit l'accès à ses événements aux couples unisexes en définissant un couple de la manière suivante (traduite de l'anglais): 

« Un couple consiste en deux partenaires, l'un un homme, l'autre une femme. »

— Fédération Mondiale de Danse Sportive (WDSF), règle WDSF D.2.1.1.

Au contraire, le National Dance Council of America (NDCA) autorise aujourd'hui les couples unisexes et de rôle inversé dans toutes ses compétitions et définit, depuis le 23 septembre 2019, un couple de la manière suivante (traduit de l'anglais): 

« Un couple est défini dans le genre traditionnel de danse de salon et dans tous les genres de danses inclus dans les championnats, compétitions, et événements approuvés par le National Dance Council of America comme un guideur [une guideuse] et un suiveur [une suiveuse] sans tenir compte du sexe ou du genre du danseur [de la danseuse]. Cette règle s'applique à toutes les classifications de danseurs, professionnel, amateur, compétiteurs étudiants pro/am, étudiant/étudiant, et amateur mixte. »

— National Dance Council of America (NDCA), règle NDCA II.A.6.a.

## Styles
Deux styles de valse viennoise sont pratiqués couramment de nos jours: le style international et le style américain. Toutes les deux sont des danses de couples progressives dans lesquelles les partenaires progressent rapidement autour d'une salle sur la ligne de danse. Les deux styles se dansent sur des morceaux très similaires, mais se distinguent notamment par leur technique, leurs positions et leurs figures de danse.

### Style International
La valse viennoise de style international est le style principalement adopté par les danseurs autour du monde. Ce style est dansé uniquement en position fermée. Les danseurs se font face avec leurs corps presque parallèles et légèrement décalés vers la gauche (de sorte que les partenaires se touchent du côté droit de leur corps). Les danseurs gardent un cadre de danse dans lequel l'homme a sa main droite sur l'omoplate gauche de sa partenaire et sa main gauche allongée de côté, tenant la main de sa partenaire à la hauteur de la tête de celle-ci. Les danseurs maintiennent un contact corporel du côté droit du corps, du bas de l'abdomen jusqu'au haut des cuisses. L'homme guide sa partenaire principalement par les mouvements de son tronc et jamais avec les bras, ce qui rend le contact corporel crucial pour une maîtrise de la danse. Les danseurs essaient de se déplacer ensemble comme avec un seul corps. Le cadre et le contact corporel restent par conséquent presque inchangés durant toute l'exécution de leurs figures.
Lors de déplacements sur la piste de danse, une activité très courante car le couple danse rarement sur place, le danseur se déplaçant vers l'avant; il fait toujours le premier pas de sa figure entre les jambes de sa partenaire se déplaçant vers l'arrière. Ainsi, lors des tours naturels et inverses (Natural Turn et Reverse Turn), pour maintenir une apparence continue et les tourbillons gracieux caractéristiques de cette danse, le danseur se déplaçant vers l'arrière doit s'écarter du chemin de son partenaire pour le laisser passer, avant de prendre à son tour le rôle du danseur allant en avant.
Les danseurs passent une grande partie de leur temps à effectuer les tours rapides et gracieux caractéristiques de cette danse, par la répétition de tours naturels et de tours inverses (Natural Turn et Reverse Turn), Les pas de change (séparés en quatre formes similaires) servent de pas de transition pour passer des tours naturels vers les tours inverses et vice versa. Une seule autre série de figures est toujours autorisée: les fleckerls et leur transition. En exécutant ces figures, les danseurs tournent rapidement sur place, usuellement près du milieu de la piste de danse pour éviter de bloquer les autres couples. Les fleckerls sont réputés particulièrement difficiles à danser correctement, et ne sont usuellement pas enseignés aux danseurs débutants.

#### Figures autorisées durant les compétitions du Conseil Mondial de Danse (WDC)
Les figures suivantes sont les seules autorisées dans les compétitions organisées par le Conseil Mondial de Danse (WDC):
| 1. Tour naturel (Natural Turn) 2. Tour inverse (Reverse Turn) 3. Fleckerl inverse (Reverse Fleckerl) 4. Fleckerl naturel (Natural Fleckerl) 5. Contrôle depuis fleckerl inverse vers fleckerl naturel (Check from Reverse Fleckerl to Natural Fleckerl) | 1. Pas de change avant pied droit. Naturel à inverse (RF forward change. Natural to Reverse) 2. Pas de change avant pied gauche. Inverse à naturel (LF forward change. Reverse to Natural) 3. Pas de change arrière pied gauche. Naturel à inverse (LF backward change. Natural to Reverse) 4. Pas de change arrière pied droit. Inverse à naturel (RF backward change. Reverse to Natural) |

#### Autres figures
| 1. Contrôle contra (Contra Check) 2. Tour pivot en petit galop (canter-time pivot turn ou canter pivot) 3. Fouet gauche (Left Whisk) |

#### Tempo
Ce style de valse se danse sur un tempo de 174 BPM dans les compétitions de la NDCA et sur un tempo de 174 à 180 BPM dans les compétitions de la WDSF, avec trois temps par mesure,. Ce style se danse hors compétition généralement sur de la musique en 
 avec un tempo de 150 à 180 BPM, soit près du double de la valse anglaise,.

### Style américain
La valse viennoise de style américain (en anglais american-style viennese waltz) est principalement pratiquée aux États-Unis et au Canada.

#### Figures du programme de la NDCA
Le National Dance Council of America (NDCA) définit les figures de danse et détermine lesquelles sont autorisées durant les compétitions dans les différents niveaux. Ces figures sont les suivantes, séparées en figures de niveau bronze (débutant) et argent (intermédiaire).
| Niveau Bronze 1. Tour à gauche basique (Basic Left Turn) 2. Tour hésitation à gauche (Left Hesitation Turn) 3. Tour droite basique (Basic Right Turn) 4. Tour hésitation à droite (Right Hesitation Turn) 5. Hésitation croisée de côté (Side Cross Hesitation) 6. Hésitation en avant (Forward Hesitation) 7. Hésitation progressive (Progressive Hesitation) 8. Hésitation révérence (Curtsey Hesitation) 9. Autour externe à droite (Right Outside Run-Around) 10. Promenade autour (Promenade Run-Around) 11. Rocks centrés à gauche (Center Rocks Left) 12. Rocks centrés à droite (Center Rocks Right) 13. Fleckerl à gauche (Left Fleckerl) 14. Fleckerl à droite (Right Fleckerl) | Niveau Argent 1. Tour sous le bras (Underarm Turn) 2. Course parallèle (Parallel Run) 3. Contre (Counter) 4. Coup et course (Kick and Run) 5. Cantor ouvert (Open Cantor) 6. Eventail et scintillement (Fan and Twinkle) 7. Tour tordu (Twist Turn) 8. Tour sous le bras en temps centré (Underarm Turn in Center Time) 9. Petit galop chéri (Sweetheart Canter) 10. Combinaisons d'équilibre avancées (Advanced Balanced Combination) |

#### Autres figures
D'autres figures de danse existent, faisant partie de cette danse mais pas nécessairement approuvées officiellement par les mêmes organismes et fédérations de danses.
| Niveau Bronze 1. Tour naturel (Natural Turn) 2. Tour inverse (Reverse Turn) 3. Changement fermé en avant/en arrière (avec le pied gauche/avec le pied droit) (LF/RF Forward/Backward Closed Change) 4. Hésitation en avant/en arrière/de côté (Forward/Backward/Side Hesitation) 5. Fouet de côté ouvert/fermé/promenade/contre-promenade (Open/closed/promenade/counter-promenade Side Whisk aussi appelé Fifth Position Breaks, Side-Cross Hesitation, Balancés, Balencetes ou Balance Steps) 6. Promenade hésitation/fermée/croisée (Promenade Hesitation/Close/Cross) 7. Break ouvert & tour sous le bras vers la droite (Open Break and Underarm Turn to Right) 8. Guidage de corps croisé et guidage de corps croisé ouvert (Cross-Body Lead et Open Cross-Body Lead) 9. Tour sur place arrière (Back Spot Turn) 10. Guidage de corps croisé vers tour sous le bras à gauche (Cross Body Lead to Underarm Turn to Left) 11. Explosions (Explosions) 12. Eventail côte-à-côte (Side-by-Side Fan) | Niveau Argent 1. (Bow and Curtsy) 2. (Open Natural Turn <simple>/from PP/to PP) 3. (Progressive Runs Forward/Back) 4. (Open Canter Pivots) 5. (Change of Places <simple>/(man turning)) 6. (Opening Outs to Right and Left) 7. (Stationary Opening Outs) 8. (Promenade/Counter-Promenade Runs) 9. (Natural Turn with Underarm Turn to Right) 10. (Reverse Turn with Underarm Turn to Left) 11. (Open Natural to Free Turn) 12. (Underturned Ending) 13. (Side-by-Side Runs) | Niveau Argent (suite) 1. (Side-by-Side Hesitations) 2. (Underarm Turn to Right from Side-by-Side) 3. (Circling Runs) 4. (Circling Hesitations <simple>/with Underam Turn to Left) 5. (Free Turn Ending) 6. (Underarm Turn Ending to Side-by-Side) 7. (Underarm Turn Ending to Outside Partner) 8. (Side-by-Side Back Cross) 9. (Man's and Lady's Free Spin) 10. (Left/Right Side Check and Develope) 11. (Spot Run to Right) 12. (Lady's Run Behind Back) |

#### Tempo
Ce style de valse se danse sur un tempo de 159 BPM dans les compétitions de la NDCA, avec trois temps par mesure. Il est un peu plus lent que le style international. Comme le style international, le style américain se danse hors compétition généralement sur de la musique en 
 avec un tempo de 150 à 180 BPM,.

## Compétition
La valse viennoise est l'une des cinq danses standards formant la structure centrale des compétitions de danse de style international (International Sytle Dance competitions) organisées autour du monde par la Fédération mondiale de danse sportive, ses filiales locales et d'autres organisations. Les compétitions sont en général séparées en six niveaux de difficulté: Bronze (bronze, débutant), Silver (argent, intermédiaire), Gold (or, avancé), Novice, Pre-Championship et Championship. Contrairement aux autres danses de salon standard (valse anglaise, quickstep, slow fox et tango), où les danseurs des trois catégories les plus basses sont restreints à certaines figures dépendant de leur niveau, et les danseurs des trois catégories élevées sont encouragés à effectuer de nouvelles chorégraphies originales, les danseurs de valse viennoise en danse sportive sont tous restreints à la même dizaine de figures. Les distinctions de niveau se font alors encore plus que pour les autres danses sur la technique, l'apparence et la maîtrise générale.